# Richard Heike

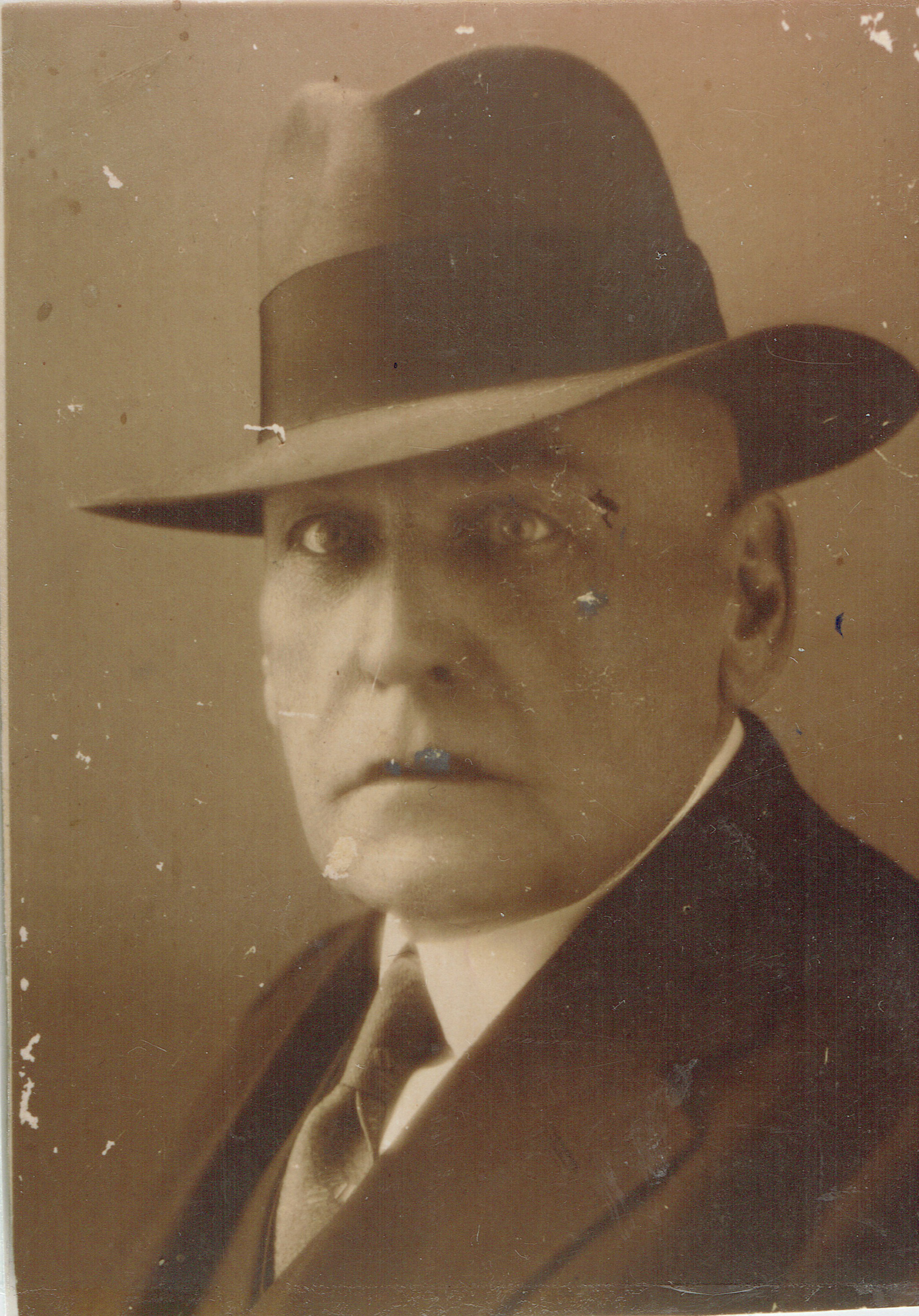
Porträt Richard Heike,
Jahr der Aufnahme unbekannt

Maschinenspiegel der Maschinenfabrik Richard Heike

Richard Heike (* 13. August 1865 in Helmstedt; † 23. April 1945 in Berlin) war ein Berliner Industrieller der ersten Hälfte des 20. Jahrhunderts.

## Leben
Richard Heike war Maschinenbauer. Er begann seine berufliche Karriere 1893 als Disponent der 1877 „zum Zwecke der Herstellung von Maschinen für die Konserven- und Fleischwarenindustrie“ gegründeten Gustav Hammer & Co. in Braunschweig, aus der 1899 die Maschinenfabriken R. Karges & Gustav Hammer & Co. hervorging. 1903 schied der Fabrikdirektor dort aus dem Vorstand aus. Ihm folgte im Amt David Kaempfer.

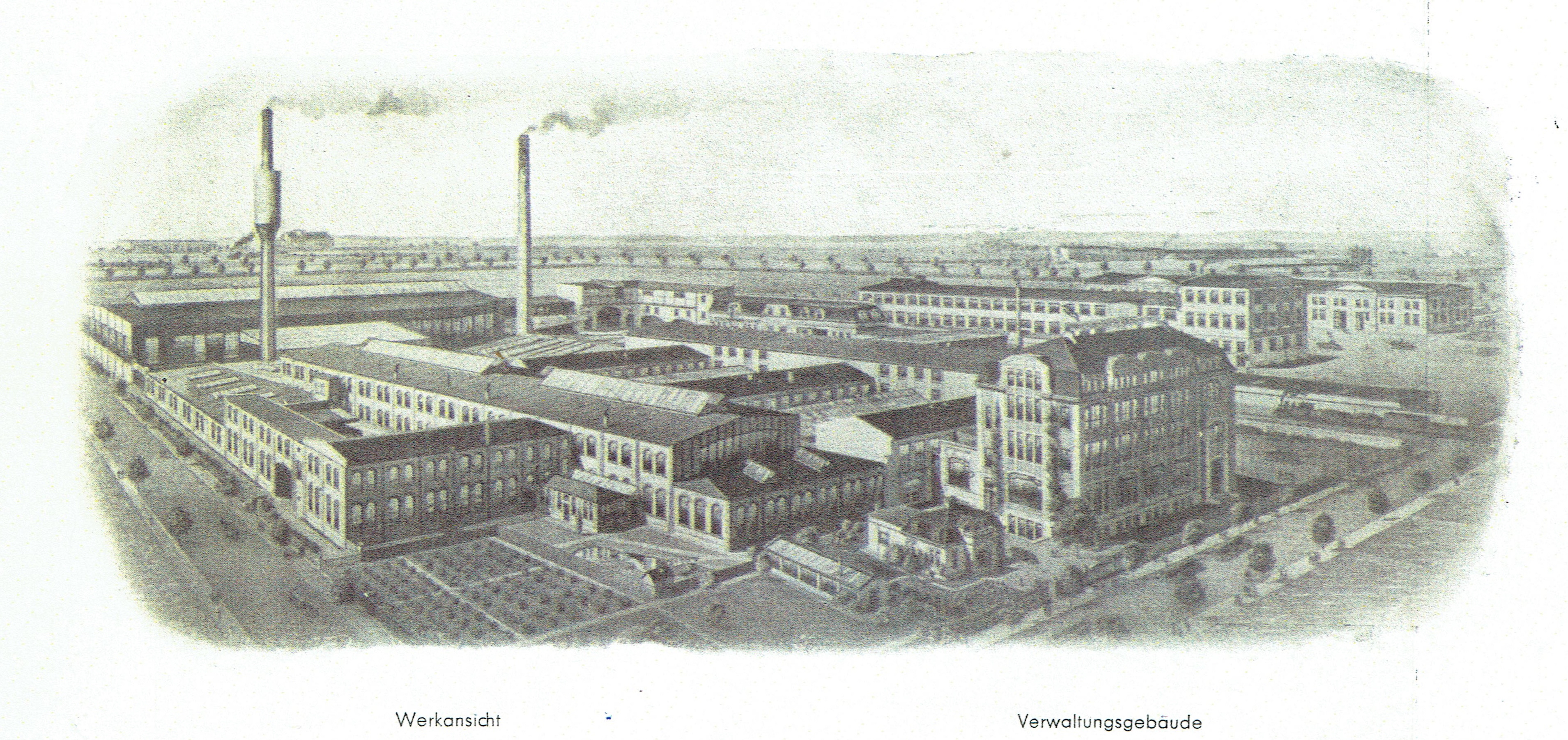
Fleischereimaschinen-Fabrik Richard Heike

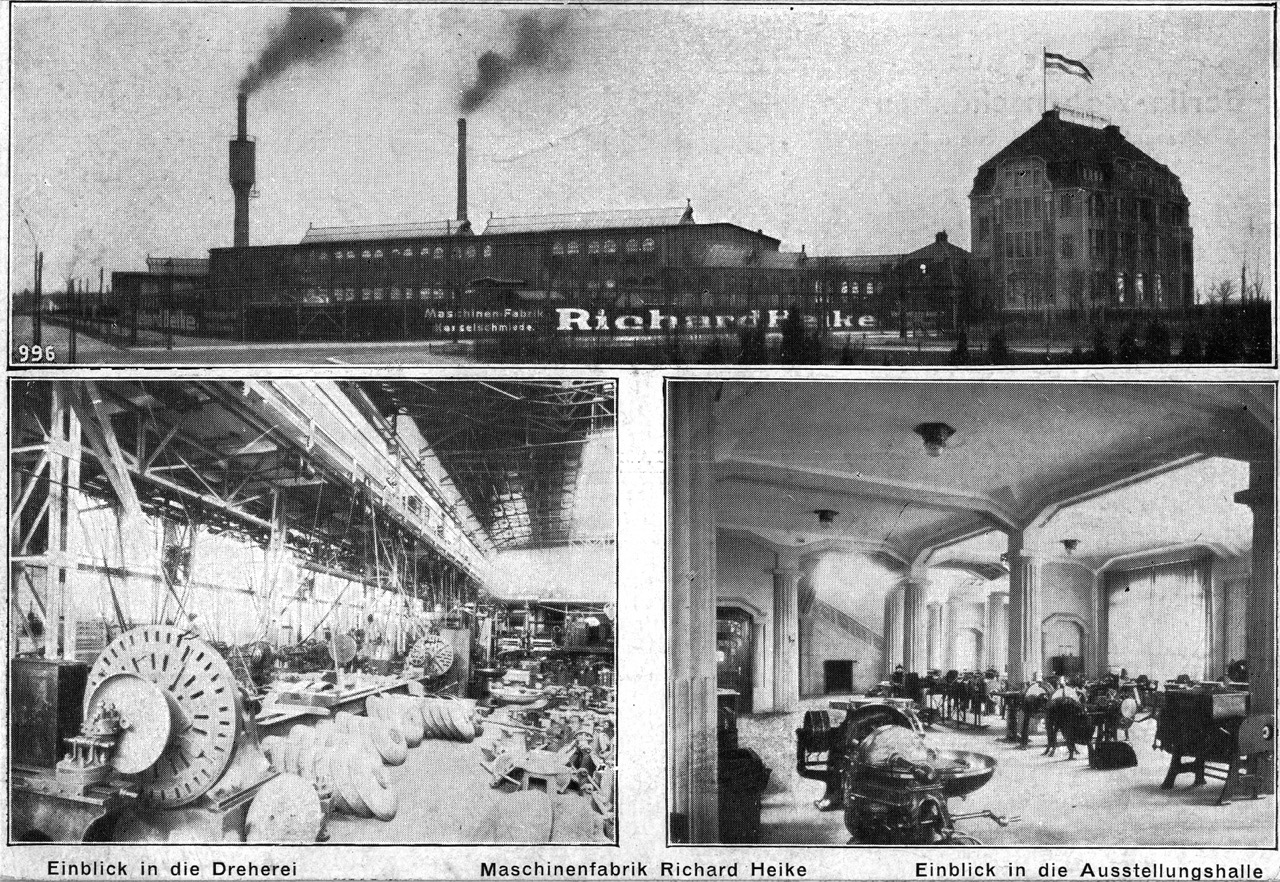
Postkarte mit Abbildung der Maschinenfabrik, 1912

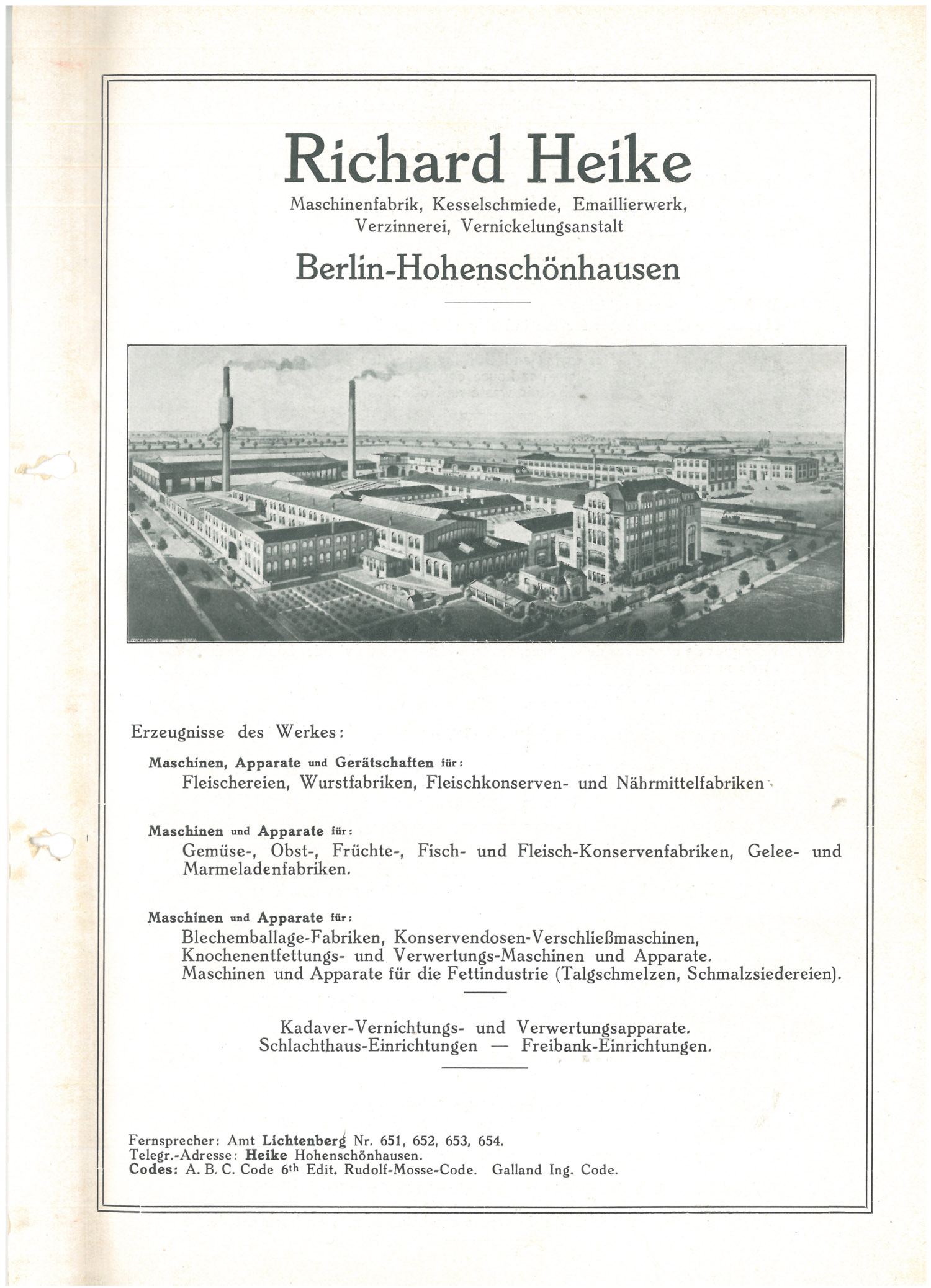
Deckblatt Katalog der Maschinenfabrik, um 1915

Im gleichen Jahr gründete Heike seine Maschinenbaufabrik und Kesselschmiede in der Neuen Friedrichstraße 37 in Berlin-Mitte. Er spezialisierte sich auf den Bau von Apparaten für die Nahrungsmittelindustrie. Bald darauf erwarb Richard Heike das Emaillierwerk Scheffel & Schiel, das aus Mülheim an der Ruhr nach Berlin-Hohenschönhausen verlegt worden war. Wegen der stark wachsenden Nachfrage vor allem nach seinen Fleischverarbeitungsmaschinen musste er seine Fabrik erweitern. 1910 erwarb er ein 15.000 m² großes Grundstück zwischen der heutigen Herrenstraße und der Kaiserstraße. Im Jahre 1911 erfolgte der Umzug der Fabrik  in die Freienwalder Straße 17–19 in Alt-Hohenschönhausen bei Berlin. Der Standort war günstig in Nähe des städtischen Vieh- und Schlachthofs im benachbarten Lichtenberg gewählt. Im selben Jahr wurde dort die Villa Heike als Verwaltungsgebäude errichtet. Seine zwischen 1919 und 1922 errichteten Fabrikations- und Lagerräume in der Genslerstraße 88 wurden 1924 von der Allgemeinen Glas-Industrie AG gepachtet. Dieses Industriegelände wurde 1938 verkauft, und die Nationalsozialistische Volkswohlfahrt errichtete dort einen zweistöckigen Backsteinbau mit Großküche. Auf dem Gelände richtete im Mai 1945 das sowjetische NKWD das Speziallager Nr. 3 ein (heute: Gedenkstätte Berlin-Hohenschönhausen).
Richard Heike beschäftigte in seinen Fabriken auch etwa 100 polnische und sowjetische Zwangsarbeiter, die u. a. Gewehrkolben produzierten. Für sie ließ er im November 1940 auf dem Grundstück Genslerstraße Nr. 66 Baracken errichten.
Am 23. April 1945, am Tag nach der Eroberung des Stadtteils, erschossen Soldaten der Roten Armee vor der Heike-Villa Richard Heike, seine Haushälterin Gertrud Häußler sowie seinen Freund Arthur Minke.

Richard Heike mit Söhnen Rolff (Mitte) und Richard jun. (rechts), um 1915

## Söhne
Sein erstgeborener Sohn, der Ingenieur und Juniorchef der Firma, Richard Heike jun. (* 1903; † 7. Juli 1947) wurde vom NKWD verhaftet und am 7. Februar 1947 vom Speziallager Nr. 1 Mühlberg in die Sowjetunion deportiert, wo er im Lager 7503/11 Anschero-Sudschensk starb.
Sein zweitgeborener Sohn Rolff (* 23. April 1908) wurde 1935 mit einer Arbeit zum Thema Untersuchungen des Schneidvorganges beim maschinellen Schneiden von Speck zu Würfeln beliebiger Größe an der TH Berlin promoviert. Er strengte später für die Familie Heike ein Jahrzehnte dauerndes Lastenausgleichsverfahren wegen des verlorenen Familienbesitzes an.